# Маріана Сіміонеску
Маріана Сіміонеску (нар. 27 листопада 1956) — колишня румунська тенісистка.
Найвищу одиночну позицію світового рейтингу — 36 місце досягла 1978 року.
Здобула 1 одиночний та 1 парний титул.
Найвищим досягненням на турнірах Великого шолома було 4 коло в одиночному розряді.
Завершила кар'єру 1980 року.

## Фінали Туру WTA

### Одиночний розряд: 2 (1–1)
| Перемога — Легенда                  |
| ----------------------------------- |
| Турніри Великого шолома (0–0)       |
| Турніри Туру WTA (0–0)              |
| Вірджинія Слімс, Avon та інші (1–1) |

| Титули за покриттям |
| ------------------- |
| Тверде (0–0)        |
| Трава (0–0)         |
| Ґрунт (1–1)         |
| Килим (0–0)         |

| Результат | Ранг | Дата           | Турнір      | Покриття | Суперниця       | Рахунок  |
| --------- | ---- | -------------- | ----------- | -------- | --------------- | -------- |
| Поразка   | 1.   | 18 серпня 1975 | Саут-Орандж | Ґрунт    | Вірджинія Рузіч | 6–1, 6–1 |
| Перемога  | 1.   | 20 жовтня 1980 | Japan Open  | Ґрунт    | Неріда Грегорі  | 6–4, 6–4 |

### Парний розряд: 4 (1–3)
| Перемога — Легенда                  |
| ----------------------------------- |
| Турніри Великого шолома (0–0)       |
| Турніри Туру WTA (0–0)              |
| Вірджинія Слімс, Avon та інші (1–3) |

| Титули за покриттям |
| ------------------- |
| Тверде (0–0)        |
| Трава (0–0)         |
| Ґрунт (1–2)         |
| Килим (0–1)         |

| Результат | Ранг | Дата              | Турнір         | Покриття | Партнерка       | Суперниці                      | Рахунок       |
| --------- | ---- | ----------------- | -------------- | -------- | --------------- | ------------------------------ | ------------- |
| Поразка   | 1.   | 11 листопада 1973 | Лондон         | Килим    | Вірджинія Рузіч | Леслі Чарлз Глініс Коулс       | 6–3, 7–5      |
| Поразка   | 2.   | 8 березня 1976    | Tallahassee    | Ґрунт    | Вірджинія Рузіч | Джулі Ентоні Діанне Фромгольтц | 6–2, 7–5      |
| Поразка   | 3.   | 23 травня 1976    | Мастерс Рим    | Ґрунт    | Вірджинія Рузіч | Лінкі Бошофф Ілана Клосс       | 6–1, 6–2      |
| Перемога  | 1.   | 27 лютого 1978    | Форт-Лодердейл | Ґрунт    | Леслі Гант      | Даян Десфор Барбара Геллквіст  | 1–6, 7–6, 6–3 |

## Часова шкала турнірів Великого шлему в одиночному розряді
| W | Ф | ПФ | ЧФ | #Р | КТ | К# | DNQ | A | NH |

| Турнір                                 | 1973  | 1974  | 1975  | 1976  | 1977  | 1977  | 1978  | 1979  | 1980  | Career SR |
| -------------------------------------- | ----- | ----- | ----- | ----- | ----- | ----- | ----- | ----- | ----- | --------- |
| Відкритий чемпіонат Австралії з тенісу |       |       |       |       |       |       |       |       |       | 0 / 0     |
| Відкритий чемпіонат Франції з тенісу   | 1р    | 2р    | 1р    | 3р    |       |       | 3р    | 1р    | 2р    | 0 / 7     |
| Вімблдонський турнір                   | 1р    | 2р    | 1р    | 1р    | 4р    | 4р    | 2р    | 2р    |       | 0 / 7     |
| Відкритий чемпіонат США з тенісу       |       | 2р    |       | 2р    |       |       | 1р    |       | 1р    | 0 / 4     |
| SR                                     | 0 / 2 | 0 / 3 | 0 / 2 | 0 / 3 | 0 / 1 | 0 / 1 | 0 / 3 | 0 / 2 | 0 / 2 | 0 / 18    |
| Рейтинг на кінець року                 |       |       | 79    | 45    | 68    | 68    | 59    | 172   | 79    |           |

- Нотатка: 1977 року Відкритий чемпіонат Австралії відбувся двічі: в січні та грудні.